# 凱托 (堪薩斯州)
凱托（英語：Cato）為位在美國堪薩斯州克勞福德縣的非建制地區。

## 歷史
此社區於1854年設立。1867年時，此社區包含了一所商店，一間鐵匠鋪以及一間鋸木廠。